# もしも空を飛べたら/ヴァージンロードなんかいらない
「もしも空を飛べたら/ヴァージンロードなんかいらない」（もしもそらをとべたら、ヴァージンロードなんかいらない）は1986年5月25日に徳間ジャパンから発売された小幡洋子の3枚目のレコード。7AGS-7。

## 概要
「魔法のスターマジカルエミ」に続く小幡洋子のアニメソング第3弾。裏のジャケットはセクシー・ショットなもの。
2019年7月10日に復刻版が発売された。

### もしも空を飛べたら
スタジオジブリ初制作のアニメーション映画・『天空の城ラピュタ』のイメージソングとして、特別協賛の味の素が販売した清涼飲料水「ライトフルーツソーダ 天空の城ラピュタ」のCMソングとして全国放送された。軽快でアップリフティンな曲展開に透明感溢れる歌声がガチハマッた名曲。

### ヴァージンロードなんかいらない
小幡洋子の作詞第2弾で作曲家デビュー作となる曲は1980年後期らしい打込みを多用したロッキン・サウンドのアップ・ナンバー。

## 収録内容
| 全編曲: 鷺巣詩郎。 |                                    |           |           |      |
| #                  | タイトル                           | 作詞      | 作曲      | 時間 |
| 1.                 | 「もしも空を飛べたら」             | 松本隆    | 筒美京平  | 3:58 |
| 2.                 | 「ヴァージンロードなんかいらない」 | YOKO      | YOKO      | 3:56 |
| 合計時間:          | 合計時間:                          | 合計時間: | 合計時間: | 7:54 |

## 収録アルバム
- B・I・S・H・O・N・U・R・E YOCO（1986年6月25日）
- アニメージュ・ヴォーカル・コレクション（1のみ、1990年9月25日）